# Barão de São João
Barão de São João era una freguesia portuguesa del municipio de Lagos, distrito de Faro.

## Historia
Fue suprimida el 28 de enero de 2013, en aplicación de una resolución de la Asamblea de la República portuguesa promulgada el 16 de enero de 2013 al unirse con la freguesia de Bensafrim, formando la nueva freguesia de Bensafrim e Barão de São João.